# Vadu Crișului
Vadu Crișului è un comune della Romania di 4 276 abitanti, ubicato nel distretto di Bihor, nella regione storica della Transilvania.
Il comune è formato dall'unione di 4 villaggi: Birtin, Tomnatic, Topa de Criș, Vadu Crișului.